# Steinweg 10 (Quedlinburg)

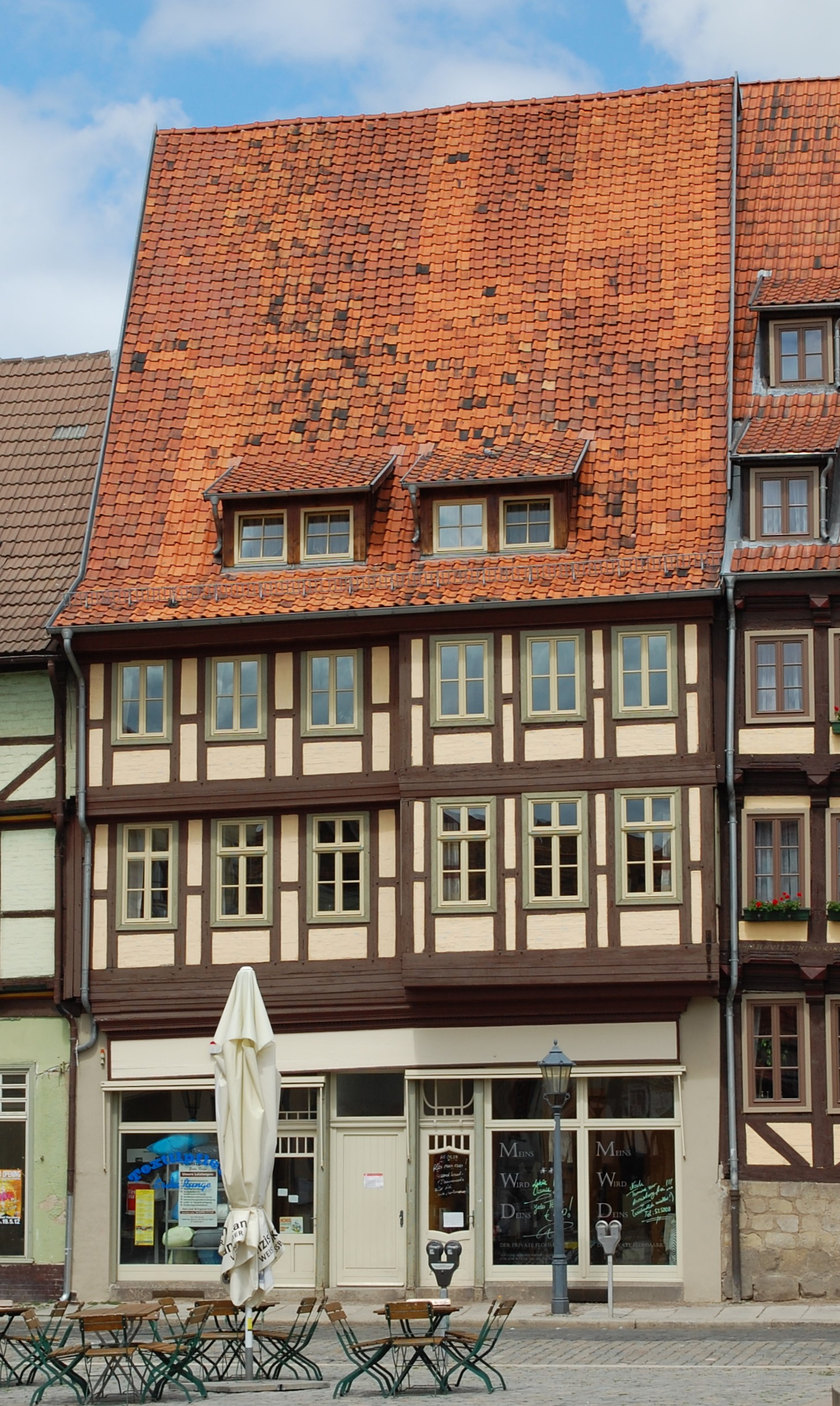
Haus Steinweg 10

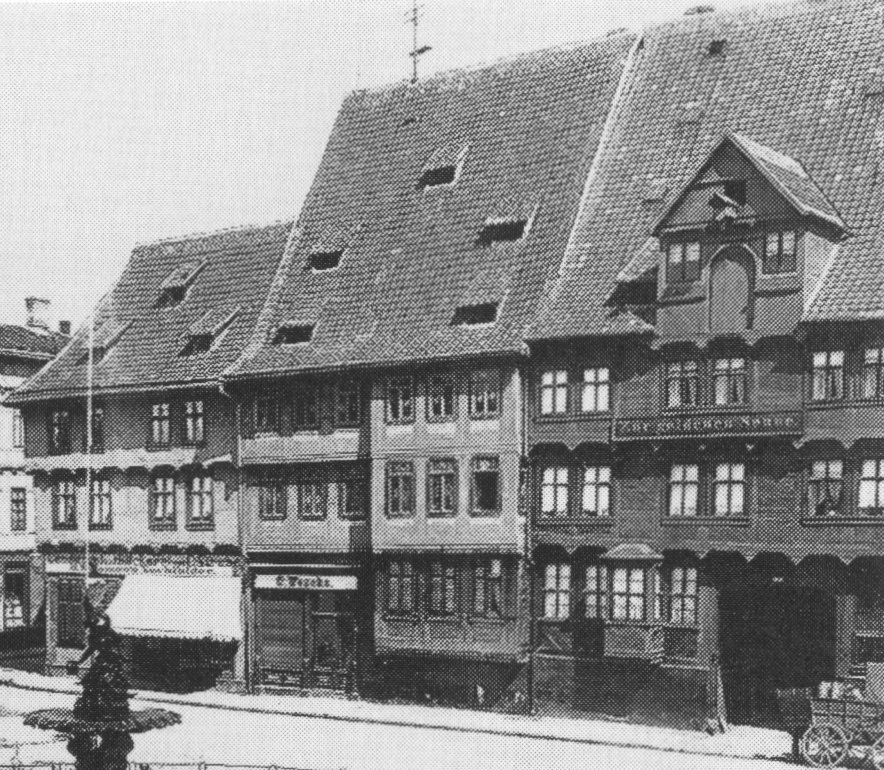
Häuser Steinweg 9 bis 11 um 1900

Das Haus Steinweg 10 ist ein denkmalgeschütztes Gebäude in der Stadt Quedlinburg in Sachsen-Anhalt.

## Lage
Das im Quedlinburger Denkmalverzeichnis eingetragene Gebäude befindet sich in der historischen Neustadt Quedlinburgs und gehört zum UNESCO-Weltkulturerbe. Es bildet gemeinsam mit dem westlich angrenzenden Hotel „Zur Goldenen Sonne“ die markante nördliche Begrenzung des Neustädter Marktplatzes.

## Architektur und Geschichte
Im Kern entstand das dreigeschossige Fachwerkhaus in der Zeit um das Jahr 1680. Bedeckt ist es durch ein steiles Dach. Die Fassade wurde um 1780 umgestaltet. Das Gebäude erhielt seinen heutigen Ständerrhythmus. Darüber hinaus wurde vor die Schwellen ein Profilbrett angebracht. Auf der rechten Hälfte der Fassade befindet sich ein flacher Kastenerker.